# Christian von Coelln
Christian von Coelln (* 1967 in Düsseldorf) ist ein deutscher Rechtswissenschaftler und Hochschullehrer an der Universität zu Köln.

## Werdegang
Er besuchte bis zum Abitur 1987 das Humboldt-Gymnasium Düsseldorf. Von 1990 bis 1995 studierte von Coelln Rechtswissenschaft an der Universität Passau, erhielt ein Stipendium und schloss 1995 das erste juristische Staatsexamen mit dem Prädikat „gut“ ab. Nach einem Referendariat im Oberlandesgerichtsbezirk München folgte 1997 das zweite juristische Staatsexamen, ebenfalls mit dem Prädikat „gut“, und im Jahr 2000 die Promotion mit der Dissertation zum Thema „Anwendung von Bundesrecht nach Maßgabe der Landesgrundrechte?“ sowie im Jahr 2004 die Habilitation zum Thema „Zur Medienöffentlichkeit der Dritten Gewalt“ jeweils in Passau. Nach einer Tätigkeit am Lehrstuhl für Staats- und Verwaltungsrecht sowie Wirtschaftsverwaltungsrecht und Medienrecht als wissenschaftlicher Mitarbeiter, wissenschaftlicher Assistent und Oberassistent vertrat er von Oktober 2006 bis September 2007 den Lehrstuhl für Öffentliches Recht und Verwaltungswissenschaften an der Ludwig-Maximilians-Universität München. 2007 nahm er den Ruf der Universität zu Köln für eine Professur für Staats- und Verwaltungsrecht sowie Wissenschaftsrecht an und ist seit 2008 ebenda Universitätsprofessor, seit 2012 am Lehrstuhl für Staats- und Verwaltungsrecht sowie Wissenschaftsrecht und Medienrecht. Außerdem ist er Direktor des Instituts für Deutsches und Europäisches Wissenschaftsrecht.
Im September 2019 gehörte er zu den etwa 100 Staatsrechtslehrer, die sich mit dem offenen Aufruf zum Wahlrecht Verkleinert den Bundestag! an den Deutschen Bundestag wandten.
Von Coelln ist verheiratet und Vater von zwei Kindern.

### Andere Tätigkeiten
- Seit 1998 Mitglied der Auswahlkommission der Studienstiftung des deutschen Volkes
- 2000–2004 Lehrbeauftragter an der Fachhochschule für Öffentliche Verwaltung und Rechtspflege in Bayern (vormals: Bayerische Beamtenfachhochschule), Fachbereich Allgemeine Innere Verwaltung, Hof
- 2005–2007 Prüfer für die Erste Juristische Staatsprüfung und für die Juristische Universitätsprüfung in Passau bzw. München
- 2006–2008 Mentor für das Max Weber-Programm der Studienstiftung des deutschen Volkes an der Universität Passau
- WS 2007/08 Lehrbeauftragter an der Rechtswissenschaftlichen Fakultät der Universität zu Köln
- Seit SS 2008 stellv. Vorsitzender der Ortsgruppe Köln des DHV
- Seit WS 2009/10 Mitglied im Wissenschaftlichen Beirat des Vereins zur Förderung des Deutschen und Internationalen Wissenschaftsrechts
- Seit November 2010 Mitglied im Vorstand des Studienkreis für Presserecht und Pressefreiheit e.V.
- 2011–2013 Prozessvertreter der unionsregierten Bundesländer im Normenkontrollverfahren vor dem Bundesverfassungsgericht um die Verfassungsmäßigkeit des ZDF-Staatsvertrags, das Anfang 2011 eingeleitet wurde und in dem im November 2013 die mündliche Verhandlung stattfand.[5]

### Mitgliedschaften
- Deutscher Hochschulverband
- Görres-Gesellschaft zur Pflege der Wissenschaft
- Kölner Juristische Gesellschaft
- Netzwerks Wissenschaftsfreiheit.[6]
- Studienkreis für Presserecht und Pressefreiheit e.V.
- Vereinigung der Deutschen Staatsrechtslehrer e.V.

## Publikationen (Auswahl)
- Anwendung von Bundesrecht nach Maßgabe der Landesgrundrechte? Zur Kontrolle bundesrechtlich determinierter Akte der Länder durch die Landesverfassungsgerichte. In: Studien und Materialien zur Verfassungsgerichtsbarkeit. Band 84. Nomos, Baden-Baden 2001, ISBN 978-3-7890-7154-6 (Dissertation).
- Zur Medienöffentlichkeit der Dritten Gewalt. Rechtliche Aspekte des Zugangs der Medien zur Rechtsprechung im Verfassungsstaat des Grundgesetzes. In: Jus Publicum. Band 138. Mohr Siebeck, Tübingen 2005, ISBN 978-3-16-148661-6 (Habilitationsschrift).
- Spielräume des Gesetzgebers für die Erweiterung des Zugangs der Zeitungsverlage zum Rundfunk in Bayern. In: Studien und Materialien zum Öffentlichen Recht. Band 28. Peter Lang, Frankfurt am Main 2006, ISBN 978-3-631-55609-2.

## Auszeichnungen
- 2002: Auszeichnung der Dissertation mit dem Kulturpreis Ostbayern 2001 der E.ON Bayern AG
- 2003: Preis für gute Lehre 2002 des Freistaates Bayern